# Elaphoglossum wawrae
Elaphoglossum wawrae är en träjonväxtart som först beskrevs av Christian Luerssen, och fick sitt nu gällande namn av Carl Frederik Albert Christensen. Elaphoglossum wawrae ingår i släktet Elaphoglossum och familjen Dryopteridaceae. Inga underarter finns listade.